# Dan Swanö
Dan Swanö (né le 10 mars 1973, à Finspång, Östergötland, Suède) est un producteur, chanteur, guitariste, batteur et clavieriste suédois, particulièrement influent dans la communauté metal underground.

## Musique
Swanö a été le leader d'un grand nombre de groupes, dont Edge of Sanity, Nightingale, Pan.Thy.Monium, Brejn Dedd, Unicorn, Infestdead, et Route Nine. Il a aussi été membre de Katatonia (au poste de batteur), de Ribspreader (au poste de batteur et de guitariste lead), et plus récemment de Bloodbath, jouant la batterie pour leur premier EP (Breeding Death) et leur premier album Resurrection Through Carnage. Il joua de la guitare sur le second album Nightmares Made Flesh. Dan Swanö ne fait plus partie de Bloodbath car il ne peut pas faire de tournée avec le groupe.
Il a aussi apporté ses talents vocaux au projet d'Arjen Lucassen, Star One. Les deux musiciens sont bons amis, et Lucassen a joué de la guitare pour le projet de Dan Swanö, Nightingale. Il peut être entendu sur les albums Theli et A'arab Zaraq - Lucid Dreaming du groupe Therion. Il était aussi le producteur et auteur du groupe Diabolical Masquerade, le projet de black metal expérimental de Blakkheim (qui travaillait avec Katatonia, Bloodbath, et Bewitched). Il a aussi contribué à des solos de guitare et des chœurs pour divers albums de Diabolical Masquerade, et a joué de la batterie sur l'album Nightwork. Il a aussi produit et joué les claviers pour l'album Memories from Nothing du groupe suédois Another Life. Il a également prêté sa voix au morceau Sign of the Dark sur l'album Symphonia De Infernali, seul album du projet électronique De Infernali mené par Jon Nödtveidt de Dissection.
En dehors de tous ces groupes, Swanö a aussi sorti un album solo de death metal progressif appelé Moontower, où il a pu montrer ses talents multi-instrumentistes, jouant tous les instruments (guitare, basse, batterie, claviers, et synthés, et produisant tous les travaux vocaux).
Swanö utilise des techniques vocales diverses, utilisant plusieurs styles, dont le grunt, le chant mélodique, un chant lourd et profond, ou des cris semblables à ceux du thrash metal.
Il possède la particularité d'être un guitariste gaucher (main droite sur le manche) mais joue sur des guitares de droitiers sans inverser le sens des cordes (les cordes aiguës se retrouvent vers le haut), ce qui est peu commun.

## Famille

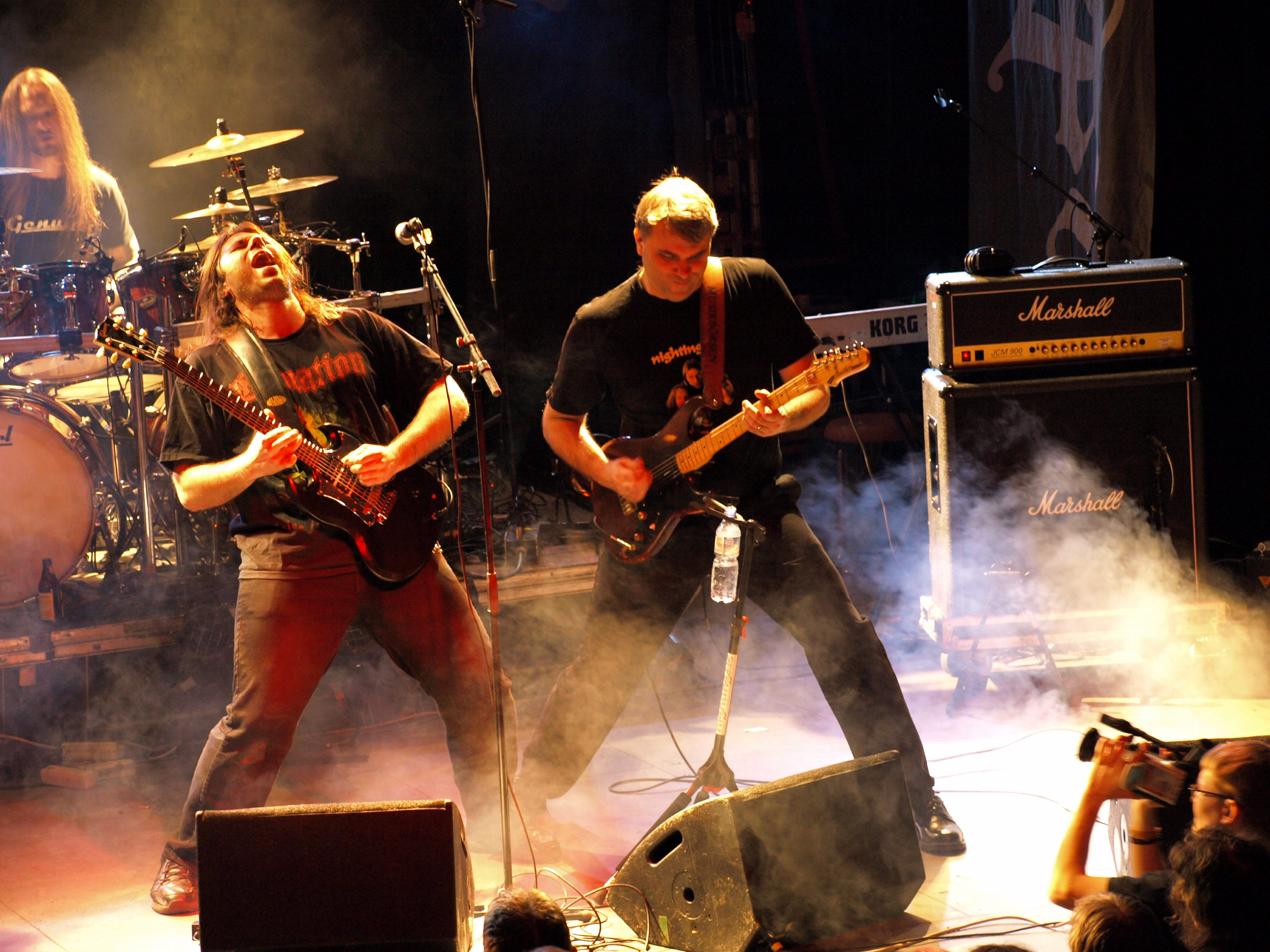
Dan et Dag live en Nosturi, 2008

Malgré les nombres énormes de CD à son nom, Dan Swanö travaille toujours en tant qu'assistant en chef des ventes d'un magasin de musique près de sa maison en Suède, et donne rarement des performances live avec ses groupes (certaines rumeurs disent que c'est à cause de son incapacité à produire un grunt pendant une longue durée). Il possède son propre studio d'enregistrement chez lui, d'abord appelé Gorysound, puis plus tard Unisound, où il enregistre ses propres projets ainsi que de la musique pour d'autres groupes underground comme Marduk, Dark Funeral, Merciless, Down, Dissection, Opeth, et Katatonia. Il est actuellement divorcé, mais reste très proche de sa famille. Son grand frère Dag Swanö était dans Pan.Thy.Monium sous le pseudonyme Äag, et est un membre du groupe Nightingale sous le nom de Tom Nouga.

## Projets et groupes
Voici la liste complète des groupes ou projets avec lesquels Dan Swanö a travaillé.
- Altar - Claviers, chœurs
- Another Life - Batterie, claviers, solos de guitare
- Another Perfect Day - Chant
- Bloodbath - Batterie (1998-2004), Guitare (2004-2006)
- Brejn Dedd - Batterie, chant
- Canopy - Chant, guitare
- Cronian - Masterisation sur l'album Terra
- Dan Swanö - Chant et tous instruments
- Demiurg - Batterie, claviers
- Diabolical Masquerade - Paroles, batterie, solos de guitare, production
- Edge of Sanity - Chant, guitare, claviers (avant), tous instruments (maintenant)
- Evoke - Production
- Fractal Gates - Production, chant (invité)
- Godsend - Chant, claviers
- Incision
- Infestdead - Guitares, basse, boite à rythmes
- Insomnium - Production
- Kaoteon - Production
- Karaboudjan - Chant, tous instruments
- Katatonia - Batterie
- Maceration - Chant, claviers, piano (sous le pseudonyme de "Day Disyraah")
- Mahlstrøm - Chant
- Masticate - Guitare, basse, chant
- Millencolin - Production de l'album For Monkeys  (1997)
- Nasum - Production, masterisation
- Nightingale - Chant, guitares, claviers
- Novembre - Production
- Novembers Doom - Mixage, solos de guitare
- Odyssey - Chant, batterie, claviers
- Omnium Gatherum - Production, chant (invité)
- Opeth - Production
- Overflash - Batterie
- Pain
- Pan.Thy.Monium - Basse, claviers, effets (sous le pseudonyme "Day Disyraah")
- Ribspreader - Guitare, batterie
- Route Nine - Chant, guitare, basse, claviers
- Second Sky
- Sörskogen - Batterie, basse, claviers
- Star One - Chant
- Steel - Chant
- Subway Mirror
- The Lucky Seven
- The Project Hate MCMXCIX - Production
- Theatre of Tragedy - Production
- Therion - Chant
- Threshold - Chant
- Total Terror - Guitare, chant
- Ulan Bator
- Unanimated - Production
- Under Black Clouds
- Unicorn - Chant, batterie
- Vinterland - Production, claviers
- Voorhees - Production
- Witherscape - Chant, claviers, batterie
- Wounded Knee - Production

## Discographie solo
- Moontower, 1998

## Sources
- Interview avec Swanö